# Geminio Ognio
Geminio Ognio (Recco, 13 december 1917 – Rome, 28 oktober 1990) was een Italiaans waterpolospeler.
Geminio Ognio nam als waterpoloër twee keer deel aan de Olympische Spelen; in 1948 en 1952. In 1948 maakte hij deel uit van het Italiaanse team dat het goud wist te veroveren. Hij speelde zes van de zeven wedstrijden en scoorde vier goals. In 1952 won Italië brons. Toen speelde hij vier van de acht wedstrijden.
Ermenegildo Arena · 
Emilio Bulgarelli · 
Pasquale Buonocore · 
Aldo Ghira · 
Mario Majoni · 
Geminio Ognio · 
Gianfranco Pandolfini · 
Tullo Pandolfini · 
Cesare Rubini · 
Luigi Fabiano (R) ·
Alfredo Toribolo (R)
Ermenegildo Arena · 
Lucio Ceccarini · 
Raffaello Gambino · 
Salvatore Gionta · 
Maurizio Mannelli · 
Geminio Ognio · 
Carlo Peretti · 
Vincenzo Polito · 
Cesare Rubini · 
Renato De Sanzuane · 
Renato Traiola